# 勞里 (加利福尼亞州)
勞里（英語：Lowrey）是位於美國加利福尼亞州蒂黑馬縣的一個非建制地區。該地的面積和人口皆未知。

## 地理
勞里的座標為40°00′50″N 122°33′12″W / 40.01389°N 122.55333°W，而該地的平均海拔高度為4421米（即14505英尺）。